# هيرويا ماتسوموتو
هيرويا ماتسوموتو (باليابانية: 松本寛也؛ بالكانا: まつもと ひろや) هو ممثل ياباني، ولد في 21 يونيو 1986 في أكيتا في اليابان.

## وصلات خارجية
- الموقع الرسمي
- هيرويا ماتسوموتو على موقع IMDb (الإنجليزية)
- هيرويا ماتسوموتو على موقع قاعدة بيانات الفيلم (الإنجليزية)